# Russian Roulette (EP)
Pour les articles homonymes, voir Russian Roulette.
Albums de Red Velvet
The Velvet
(2016) Rookie
(2017)
Singles
1. Russian Roulette
Sortie : 7 septembre 2016

Russian Roulette est le troisième extended play du girl group sud-coréen Red Velvet. Il est sorti le 7 septembre 2016 sous SM Entertainment.
L'EP fait suite à Ice Cream Cake, sorti en 2015. Il se compose de sept pistes, dont Russian Roulette.

## Contexte et sortie
Malgré des bruits courant que les Red Velvet auront une comeback estival, SM Entertainment a annoncé que le groupe sortirait un nouvel album en septembre. La leader Irene a parlé des difficultés que le groupe a dû affronter lors de la préparation de l'album le 9 septembre lors de l'émission de radio Super Junior's Kiss the Radio et a déclaré que c'était "de plus en plus fatigant physiquement et mentalement au fur et à mesure que la date du comeback était repoussée".
Après avoir publié un premier teaser le 1er septembre, il a été annoncé que le groupe sortirait son troisième mini-album le 7 septembre, qui se composerait de sept morceaux. Le nom de l'album a été annoncé dans la foulée.

## Composition
La chanson titre "Russian Roulette" est une chanson electropop qui a une sonorité de jeux d'arcades et 8-bit. La chanson a été composée par Albi Albertsson, Belle Humble et Markus Lindell qui a aussi composé "One of These Nights", chanson tirée de leur album précédent. Les paroles comparent le processus de gagner le cœur de quelqu'un avec le jeu de la roulette russe. Lors de l'émission du 13 septembre de "Choi Hwa Jung's Power Time" sur SBS Power FM, les membres ont révélé que la chanson a été écrite avant qu'elles ne débutent.
"Lucky Girl" est une chanson dance-pop au style rétro composée par Hayley Aitken et Ollipop, et écrite par Kenzie. "Bad Dracula" est composée par Tomas Smågesjø, Choi Suk Jin & Nermin Harambasic de Dsign Music et Courtney Woolsey avec des paroles écrites par Jo Yun Gyeong, qui a aussi écrit les paroles de la chanson-titre. "Sunny Afternoon" est une chanson fluide qui fait replonger dans les années 1990, composée par les producteurs suédois Simon Petrén & Andreas Öberg, Maja Keuc et Kim One avec des paroles coréennes rédigées par Jeong Ju Hee. "Fool" est une chanson acoustique pop écrite par 1월8일 de Jam Factory et composée par Malin Johansson et Josef Melin. "Some Love" est une chanson tropical house écrite et composée par Kenzie, tandis que "My Dear" a été écrite et composée par Hwang Hyun de MonoTree.

## Promotion

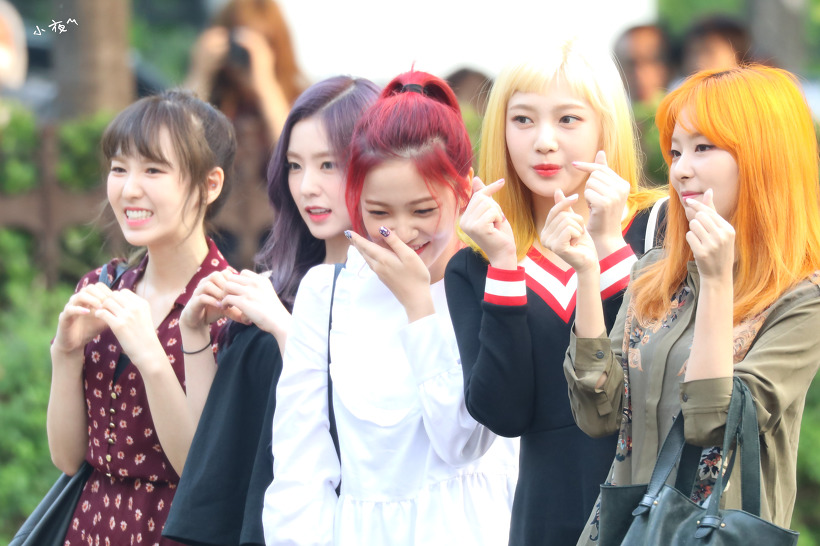
Red Velvet au Music Bank le 9 septembre 2016

Red Velvet ont tenu un compte à rebours spécial pour la sortie de leur album sur la V App de Naver le 6 septembre, juste une heure avant la sortie du vidéoclip de "Russian Roulette" et de l'album. Le groupe a commencé leurs promotions sur les émissions musicales le 8 septembre au M! Countdown, en performant "Russian Roulette" et "Lucky Girl",. Cette performance a été suivie par deux autres au Music Bank et à Inkigayo où elles ont interprété les mêmes chansons.

## Vidéoclip
Le vidéoclip est enjoué et pétillant, à l'image de la chanson, et a un semi thème sportif. Dedans, les filles jouent au tennis et au dodgeball, et sont vues en train de nager. Elles portent aussi différentes tenues colorées tout au long de la vidéo. Alors qu'elles paraissent joueuses et amusées, on les voit dans différentes scènes où elles tentent de blesser les autres. Ces scènes ont été inspirées par le dessin animé fictif Itchy et Scratchy, que l'on peut voir dans Les Simpson.
Durant leur live sur V App le 6 septembre, le groupe a déclaré que lorsqu'elles tournaient le vidéoclip elles ont cassé des parties du plateau que le staff a dû reconstruire. Joy a exprimé ses peurs à propos de la classification à cause de certaines scènes contenant de la violence.
Kyle Hanagami a chorégraphié la chanson. C'était la troisième fois qu'il travaillait avec le groupe, après "Be Natural" en 2014 et "Ice Cream Cake" en 2015.

## Réception
Tamar Herman de Billboard a écrit que la chanson était "plus édulcorée que leurs sonorités habituelles" et a décrit le vidéoclip comme "pétillant et sportif qui est une ode au duo des Simpson Itchy and Scratchy". La chanson s'est classée 6e dans le classement des 20 meilleures chansons de K-pop de l'année de Dazed & Confused. Taylor Glasby a fait remarquer que la vidéo "a une combination sinistre entre la douceur et la menace" et a qualifié la chanson de "diablement satisfaisante",.
Bradley Stern de PopCrush a trouvé que la chanson-titre avait "un son eletropop rétro guilleret" qui est attendu de la part de la plupart des idoles de K-pop, et a fait l'éloge de l'humour noir présent dans le clip de la chanson. Il l'a comparé au film Jawbreaker et a dit que c'était "presque du génie".

## Performance commerciale
L'album a culminé à la 2e place du Billboard's World Albums Chart et à la 18e place du Heatseekers Albums chart. La chanson-titre "Russian Roulette" s'est également classée 2e dans le World Digital Songs, faisant leur plus haute place dans ce classement. L'album a débuté à la 1re place du Gaon Album Chart, avec "Russian Roulette" se classant à la 3e place du Digital Chart hebdomadaire, avant de monter jusqu'à la 2e position la semaine d'après. Toutes les autres chansons de l'album se sont aussi classées,. "Russian Roulette" est devenu le vidéoclip de K-pop le plus regardé pour le mois de septembre aux États-Unis et dans le monde. L'album s'est classé à la 63e place du Billboard Japan Hot Albums pour la semaine du 19 septembre 2016,.
Le groupe a remporté sa première victoire sur une émission musicale avec "Russian Roulette" le 13 septembre sur le plateau de The Show.

## Liste des pistes
| 1.    | Russian Roulette (러시안 룰렛) | Jo Yun Gyeong         | - Albi Albertsson - Belle Humble - Markus Lindell                      | - Albi Albertsson - Belle Humble - Markus Lindell | 3:31 |
| 2.    | Lucky Girl                     | Kenzie                | - Hayley Aitken - Ollipop                                              | Ollipop                                           | 3:23 |
| 3.    | Bad Dracula                    | Jo Yun Gyeong         | - Choi Suk Jin - Tomas Smågesjø - Nermin Harambasic - Courtney Woolsey | Choi Suk Jin                                      | 3:08 |
| 4.    | Sunny Afternoon                | Jeong Ju Hee          | - Simon Petrén - Andreas Öberg - Maja Keuc - Kim One                   | Simon Petrén                                      | 4:00 |
| 5.    | Fool                           | 1월8일 (Jam Factory)  | - Malin Johansson - Josef Melin                                        | - Malin Johansson - Josef Melin                   | 3:53 |
| 6.    | Some Love                      | Kenzie                | Kenzie                                                                 | Kenzie                                            | 3:16 |
| 7.    | My Dear                        | Hwang Hyun (MonoTree) | Hwang Hyun (MonoTree)                                                  | Hwang Hyun (MonoTree)                             | 3:34 |
| 24:45 |                                |                       |                                                                        |                                                   |      |

## Personnel
Crédits adaptés du livret de Russian Roulette.
- S.M. Entertainment Co., Ltd., producteur exécutif
- Lee Soo-man, producteur
- Nam So-young, directeur management
- Jeong Chang-hwan, director of media planning
- Lee Seong-soo, Directeur et coordinateur A&R
- Yoo Je-ni, directeur et coordinateur A&R
- Chae Jeong-hee, directeur et coordinateur A&R
- Lee Da-young, directeur et coordinateur A&R
- Lee Seo-kyeong, international A&R
- Jo Min-kyeong, international A&R
- Jeong Hyo-won, édition et droits d'auteur
- Kim Min-kyeong, édition et droits d'auteur
- Oh Jeong-eun, édition et droits d'auteur
- Park Mi-ji, édition et droits d'auteur
- Jeong Eun-kyeong, ingénieur son
- Kim Hyun-gon, ingénieur son
- Jang Woo-young, ingénieur son
- Lee Ji-hong, ingénieur son
- Hwang Hyun, ingénieur son
- Lee Ju-young, ingénieur son
- Choo Dae-kwan, assistant ingénieur son
- Nam Koong-jin (SM Concert Hall Studio), ingénieur mixeur
- Koo Jong-pil (Beat Burger) (SM Yellow Tail Studio), ingénieur mixeur
- Kim Cheol-soon (SM Blue Ocean Studio), ingénieur mixeur
- Jeong Ui-seok (SM Blue Cup Studio), ingénieur mixeur
- Tom Coyne (Sterling Sound), maître ingénieur
- Tak Young-joon, management des artistes et promoteur
- Kim Ju-young, management des artistes et promoteur
- Won Kyoung-jae, management des artistes et promoteur
- Kim Ho-jin, management des artistes et promoteur
- Lim Hyun-gyoon, management des artistes et promoteur
- Kim Hye-min, management des artistes et promoteur
- Lee Seong-soo, planning des artistes et développement
- Yoon Hee-joon, planning des artistes et développement
- Jo Yoo-eun, planning des artistes et développement
- Kim Eun-a, relations publiques et publicité
- Jeong Sang-hee, relations publiques et publicité
- Lee Ji-seon, relations publiques et publicité
- Kim Min-jeong, relations publiques et publicité
- Kim Min-seong, media planner
- Bok Min-kwon, media planner
- Jeong Kyeong-shik, media planner
- Heo Jae-hyuk, media planner
- Tak Young-joon, directeur chorégraphique
- Hong Seong-yong, directeur chorégraphique
- Jae Sim (Beat Burger), directeur chorégraphique
- Greg Hwang (Beat Burger), directeur chorégraphique
- Kyle Hanagami, chorégrapheur
- Switch, chorégrapheur
- Ryu So-hee, chorégrapheur
- Choi Jeong-min, marché international
- Eom Hye-young, management relation client
- Min Hee-jin, directeur créatif
- Shin Hee-won, directeur artistique
- Min Hee-jin, designer graphique
- Jo Woo-cheol, designer graphique
- Kim Ye-min, designer graphique
- Kim Ju-young, designer graphique
- Kim Han-kyeol, designer graphique
- No Hae-na, styliste
- Jeong Seon-ee, coiffeuse
- Kim Ji-young, maquilleuse
- Kim Yong-min, superviseur exécutif
- Red Velvet, chant
  - Irene, chant
  - Seulgi, chant
  - Wendy, chant
  - Joy, chant
  - Yeri, chant

## Classements

### Classements hebdomadaires
| Classement (2016)                     | Meilleure position |
| ------------------------------------- | ------------------ |
| Corée du Sud (Gaon)                   | 1                  |
| US Top Heatseekers Albums (Billboard) | 18                 |
| US World Albums (Billboard)           | 2                  |

### Classements mensuels
| Classement (2016)   | Meilleure position |
| ------------------- | ------------------ |
| Corée du Sud (Gaon) | 4                  |

## Historique de sortie
| Région       | Date             | Format             | Label                      |
| ------------ | ---------------- | ------------------ | -------------------------- |
| Mondial      | 7 septembre 2016 | Téléchargement     | SM Entertainment           |
| Corée du Sud | 7 septembre 2016 | CD, téléchargement | SM Entertainment, KT Music |